# Corbigny
Corbigny település Franciaországban, Nièvre megyében. Lakosainak száma 1330 fő (2022. január 1.). Corbigny Ruages, Sardy-lès-Épiry, Anthien, Cervon, Chaumot, Chitry-les-Mines, Magny-Lormes és Pazy községekkel határos.

## Népesség
A település népességének változása:
| Lakosok száma | 1570 | 1525 | 1636 | 1482 | 1463 | 1440 | 1397 | 1363 | 1330 |
|               | 2013 | 2015 | 2016 | 2017 | 2018 | 2019 | 2020 | 2021 | 2022 |